# شاکلین بورنر
شاکلین بورنر (انگلیسی: Jacqueline Börner؛ زادهٔ ۳۰ مارس ۱۹۶۵) اسکیت‌باز سرعت اهل آلمان بود.